# Los jugadores de ajedrez (película)
Los jugadores de ajedrez (en hindi, Shatranj Ke Khilari, también subtitulada y lanzada internacionalmente con el título The Chess Players) es una película india de 1977 escrita y dirigida por Satyajit Ray, basada en el cuento homónimo de Munshi Premchand. Amjad Khan interpreta el papel del Nabab Wajid Ali Shah, rey de Awadh, y Richard Attenborough interpreta el papel del general James Outram. El reparto principal incluye a los actores Sanjeev Kumar y Saeed Jaffrey como los jugadores de ajedrez. También cuenta con Shabana Azmi, Farooque Shaikh, Farida Jalal, David Abraham y Tom Alter. También cuenta con Amitabh Bachchan como el narrador. Este es el único largometraje en hindi del cineasta Satyajit Ray. Más tarde hizo un cortometraje en hindi para televisión llamado Sadgati, otra adaptación del cuento de Premchand.

## Resumen
La película está ambientada en 1856, en vísperas de la Rebelión de la India de 1857°rebelión india de 1857. Los británicos están a punto de anexar el estado indio de Awadh (también escrito Oudh). La vida diaria de dos hombres ricos que se dedican al ajedrez se presenta en el contexto de los intrigantes funcionarios de la Compañía Británica de las Indias Orientales, la historia de sus relaciones con el gobernante indio de Awadh y la devoción del gobernante tanto a su práctica religiosa como a la búsqueda del placer.
Los jugadores de ajedrez empleó a estrellas de Bollywood (Amjad Khan, Shabana Azmi y Amitabh Bachchan como narrador) junto con actores británicos (como Richard Attenborough).
Fue la participante de la India al Óscar a la mejor película internacional en la 51.ª edición de los Premios Óscar, pero no recibió una nominación.

## Sinopsis
La película muestra en paralelo el drama histórico del estado principesco indio de Awadh (cuya capital es Lucknow) y su Nabab, Wajid Ali Shah, que es derrocado por los británicos, junto con la historia de dos nobles obsesionados con el shatranj, una forma antigua de ajedrez.
Amjad Khan interpreta al gobernante Wajid Ali Shah. Es un artista y poeta lánguido, que ya no está al mando de los acontecimientos e incapaz de oponerse eficazmente a la demanda británica de su trono. Paralelamente a este drama más amplio, se encuentra la historia personal (y humorística) de dos nobles ricos e indolentes de este reino, Mirza Sajjad Ali y Mir Roshan Ali. Amigos inseparables, los dos nobles están apasionadamente obsesionados con el juego de shatranj. Ambos descuidan efectivamente a sus esposas y no luchan contra la toma de posesión de su reino por parte de la Compañía de las Indias Orientales. En cambio, escapan de sus esposas arengadas y de sus responsabilidades, huyendo de Lucknow para jugar al ajedrez en una pequeña aldea que no ha sido tocada por eventos mayores. El tema básico de Ray en la película es el mensaje de que el egocentrismo, el desapego y la cobardía de las clases dominantes de la India catalizaron la anexión de Awadh por parte de un puñado de funcionarios británicos.
También cabe destacar el papel del capitán Weston, tan británico a su manera, pero enamorado de la poesía urdu.
En la última escena, después de la cual Mir dispara a Mirza y se queja en voz alta «(si mueres) no tendré un compañero con quien jugar al ajedrez», Mirza le responde «¡pero tienes uno frente a ti!» (haciéndole entender así que lo perdona). Finalmente concluye que «después del anochecer, regresaremos a casa. Ambos necesitamos oscuridad para esconder nuestros rostros.»

## Reparto
- Sanjeev Kumar como Mirza Sajjad Ali;
- Saeed Jaffrey como Mir Roshan Ali;
- Shabana Azmi como Khurshid, esposa de Mirza;
- Richard Attenborough como el g eneral James Outram;
- Farida Jalal como Nafisa, esposa de Mir;
- Amjad Khan como Wajid Ali Shah;
- David Abraham como Munshi Nandlal;
- Victor Banerjee como el Primer Ministro ('Madar-ud-Daula');
- Veena como the Reina, madre de Wajid Ali Shah;
- Farooq Sheikh como Aqueel;
- Tom Alter como el capitán Weston, ayudante de campo de Outram;
- Leela Mishra como Hirya, la doncella de Khurshid;
- Saswati Sen como bailarina de Kathak en la canción «Kanha main tose haari»;
- Samarth Narain como Kallu;
- Bhudo Advani como Abbajani;
- Agha como el asistente de Abbajani (sin acreditar);
- Barry John;
- Kamu Mukherjee.

## Recepción
La película fue bien recibida tras su estreno. A pesar del presupuesto limitado de la película, el crítico de The Washington Post Gary Arnold le dio una crítica positiva; «Él [Ray] posee lo que muchos cineastas de Hollywood exagerados a menudo carecen: una visión de la historia.»

## Premios y nominaciones
| Año  | Premio                                   | Categoría                 | Nominado(s)   | Resultado |
| ---- | ---------------------------------------- | ------------------------- | ------------- | --------- |
| 1978 | Festival Internacional de Cine de Berlín | Oso de oro                | Satyajit Ray  | Nominado  |
| 1978 | National Film Awards                     | Mejor película en hindi   | Satyajit Ray  | Ganador   |
| 1978 | National Film Awards                     | Mejor fotografía (color)  | Soumendu Roy  | Ganador   |
| 1978 | Premios Filmfare                         | Mejor película (críticos) | Satyajit Ray  | Ganador   |
| 1979 | Premios Filmfare                         | Mejor película            | Suresh Jindal | Nominado  |
| 1979 | Premios Filmfare                         | Mejor director            | Satyajit Ray  | Ganador   |
| 1979 | Premios Filmfare                         | Mejor actor de reparto    | Saeed Jaffrey | Ganador   |

## Preservación
The Chess Players fue conservado por el Academy Film Archive en 2010.